# Joachim Caspar Voigt
Joachim Caspar Voigt (* 26. August 1720 in Hamburg; † 9. August 1799 ebenda) war ein deutscher Kaufmann und Ratsherr in Hamburg.

## Leben
Die Familie Voigt stammte aus Horneburg. Joachim Caspar Voigts Vater, Peter Voigt (1685–1749), kam als Lehrling in die Handlung von Tonnies & Behrmann nach Hamburg und machte sich 1711 selbständig. Im Fernhandel nach Amerika und Ostindien wurde er trotz mancher Rückschläge sehr wohlhabend. 1735 gehörte er zu den Gründern der Commerzbibliothek. Am 7. April 1717 hatte er Catharina Dorothea, geb. Coldorff (1689–1727) geheiratet, eine Tochter des Senators Joachim Coldorff. Neben Joachim Caspar hatte das Paar noch eine Tochter, Anna Margaretha (1718–1745), die den Senator Simon Tamm heiratete.
Joachim Caspar Voigt wurde zuerst durch Privatlehrer unterrichtet, besuchte dann die Gelehrtenschule des Johanneums und wurde zum Kaufmann ausgebildet. 1743 unternahm er zusammen mit Philipp Heinrich (II.) Stenglin (1718–1793) eine Grand Tour, die sie nach Holland, England, Frankreich, Spanien, Portugal, Italien und durch Deutschland führte. Danach trat er als Associé in das väterliche Unternehmen ein; nach dem Tod des Vaters 1749 übernahm er es allein.
Wie schon sein Vater übernahm Joachim Caspar Voigt zahlreiche bürgerliche Ämter. 1746 wurde er Adjunkt der Vorsteher an der Hauptkirche Sankt Jacobi, 1749 Provisor am Waisenhaus, 1753 Kämmereibürger. 1755 legt er diese Ämter nieder. Am 9. Juli 1775 wurde er in den Rat der Freien und Hansestadt Hamburg aufgenommen. Für den Rat war Voigt Landherr der Landherrenschaft von Bill- und Ochsenwärder. Er besaß das große Landhaus am Billwerder Park gegenüber der Blauen Brücke über die Bille, das später seit den 1860er Jahren eine beliebte Ausflugsgaststätte war.
Voigt bedachte den St. Nicolai-Gotteskasten, die Sklavenkasse sowie die Armenstiftung, die sein Vater in Horneburg errichtet hatte, mit großzügigen Spenden. Voigts größte Spende erfolgte anonym: 1754, als 34-Jähriger, stiftete er die gesamten Mittel zum Bau der Kleinen Michaeliskirche, damit die Gemeinde der Großen Michaeliskirche (Michel), deren Kirchengebäude 1750 durch Blitzschlag zerstört worden war, eine Notkirche zur Verfügung hatte. Der Kleine Michel wurde 1757 eingeweiht; die Gemeinde feierte hier bis zur Einweihung 1762 der neuen St. Michaeliskirche ihre Gottesdienste. Ab 1807 wurde das Gebäude als römisch-katholische Kirche genutzt.
Seit 1746 war Voigt verheiratet mit seiner Cousine Anna Margaretha, geb. Coldorff (* 28. September 1727; † 25. Februar 1800), einer Tochter des Senators Paridom Coldorff (1696–1767). Das Paar hatte 14 Kinder, von denen ihn jedoch nur vier überlebten:
- Anna Elisabeth (1754–1824) ⚭ Siegmund Diedrich Rücker, Oberalter
- Antoinette Catharina (1758–1826) ⚭ Senator Johannes Wortmann
- Johan Peter (1760–1820), studierte Jura in Göttingen, Dr. jur., starb unverheiratet in Berlin
- Anna Margaretha (1770–1828) ⚭ Heinrich Kellinghusen, Sekretär des Domkapitels, Sohn: Bürgermeister Heinrich Kellinghusen

Franz Conrad Löhr malte um 1780 ein Porträt Voigts, das sich heute als Leihgabe der Hamburger Kunsthalle im Museum für Hamburgische Geschichte befindet.